# ماراتن بت
ماراتن بت یک شرکت شرط‌بندی آنلاین است که دردر سال ۱۹۹۷ در کشورهای مستقل مشترک‌المنافع CIS آغاز شده‌است

## شرکای تجاری
ماراتن بت شریک رسمی شرط‌بندی لیگ قهرمانان ۲۰۱۸/۱۹ منچسترسیتی است، و همچنین با طرف‌های اسپانیایی سویا FC و ژیرونا FC , و FC Premier Karpaty Lviv در لیگ برتر اوکراین شریک است.
در بهار سال ۲۰۱۹، ماراتنبت به بازار LATAM نقل مکان کرد، و موافقت نامه‌های همکاری با باشگاه‌هایی در شیلی (اورتون د ویزا دل مار)، اکوادور (LDU) و پرو (دپورتیوو شهرداری و Universitario de Deportes) را انجام داد.

## عملیات
برند ماراتونبت در حال حاضر در انگلستان، اسپانیا، ایتالیا، و آمریکای لاتین حضور دارد.